# 캐치더영
캐치더영은 대한민국의 보이 밴드이다. 2023년 EP 앨범 [Catch The Young : Fragments of Youth]로 데뷔했다.

## 방송
- 그레이트 서울 인베이전 (2022) - Top45

## 음반
- Catch The Young : Fragments of Youth (2023)

## 공연
- 캐치더영 크리스마스 콘서트 <Santa The Young> (2023)